# Hermann Klemeyer
Hermann Ludwig Friedrich Klemeyer (geb. 10. Februar 1943 in Bad Gandersheim; gest. 3. Dezember 2012 in Ingenried) war ein deutscher Flötist und Musikpädagoge.

## Leben
Klemeyer studierte an den Hochschulen in Freiburg bei Aurèle Nicolet und in Berlin bei Fritz Demmler. Nach Abschluss seiner Ausbildung war er Soloflötist im Symphonischen Orchester Berlin, von 1968 bis 1976 in gleicher Position beim Philharmonischen Staatsorchester Bremen und später beim Bayerischen Staatsorchester München.
Er lehrte in Bremen, München und an der Hochschule für Musik Würzburg, wo er 1994 eine Professur erhielt. Von 2004 bis 2011 war er Vizepräsident der Würzburger Musikhochschule.